# Auendorf
Auendorf, früherer Name Ganslosen, ist ein Ortsteil von Bad Ditzenbach in Baden-Württemberg.

## Lage
Das Dorf liegt etwa fünf Kilometer nördlich von Bad Ditzenbach auf der nördlichen Schwäbischen Alb, im Tal des Wettenbaches, der im Ort von dem Bach Linsen gespeist wird. Die Stadt Göppingen ist 16 Kilometer entfernt.

## Geschichte
Ganslosen wurde 1137 anlässlich der Schenkung einer Kirche und sechs Höfen erstmals urkundlich erwähnt.
1849 wurde der Ort auf Wunsch der Bewohner durch Verfügung des Königs von Württemberg in Auendorf umbenannt, da Ganslosen zu den sogenannten Narrenorten (am berühmtesten ist Schilda, die Heimat der Schildbürger) zählte, über deren einfältige Bewohner man sich lustig machte.
1849 schrieb dazu der Ortsgeistliche:

„Es ist bekannt, dass unserem Ort und seinen Bewohnern allerlei Torheiten und Albernheiten aufgebürdet werden und Erzählungen hiervon unter dem Namen ‚Gansloser Streiche‘ im ganzen Schwabenland und sogar in andern deutschen Ländern kursieren. Dass solche Erzählungen über den hiesigen Ort erdichtet sind und demselben bloß wegen seines Namens, der ursprünglich nicht einmal Ganslosen, sondern vielmehr Gaßlosen hieß, aufgebürdet werden, brauchen wir nicht zu beweisen, da die hiesigen Leute bei den Bewohnern benachbarter Orte, welche sie näher kennen keineswegs für töricht und albern galten. Wir könnten uns deshalb gleichgültig darüber hinwegsetzen, wenn nicht unser Ortsname die entfernter Wohnenden, die uns nicht kennen und jene Erzählungen für wahr halten, immer wieder an dieselben erinnerte und ihnen zum Gelächter und zu Spöttereien Veranlassung gäbe. Dies hat dann weiter die schlimme Folge, dass die hiesigen Leute, wenn sie mit Fremden zusammenkommen, gewöhnlich sich scheuen, ihren Ortsnamen zu nennen, um nicht Lachen und Spott zu erregen, und dass manche in der Fremde denselben verleugnen und einen andern Ort als ihre Heimat angeben. Es ist sogar schon vorgekommen, dass an den Geistlichen das Ansinnen gestellt wurde, in einem auszustellenden Taufschein den Ortsnamen wegzulassen oder unrichtig zu schreiben. Auch hat es schon aus Veranlassung von Spottreden wegen jenes Namens Schlägereien gegeben. Um diesen und andern Unannehmlichkeiten für die Zukunft zu entgehen, wünschten wir dringend und baldmöglichst eines Veränderung unseres Ortsnamens […]“

Die Geschichte von den Ganslosener „Hommelhenkern“ (Namensgeber eines 1998 in Auendorf gegründeten Narrenvereins) wurde 1825 von Rudolf Friedrich Heinrich von Magenau in einem Gedicht verarbeitet, in dem es heißt:
Auch kommt an Ruhm und Glanze

Kein Dorf Ganslosen gleich!
Auendorf ist der einzige Ortsteil der Gemeinde Bad Ditzenbach mit überwiegend evangelischer Bevölkerung. Während das obere Filstal erst seit 1806 ein Teil Württembergs war, gehört Auendorf (Ganslosen) seit 1418 zu Württemberg und wurde mit diesem im Jahr 1534 evangelisch. Die Evangelische Kirchengemeinde Auendorf ist heute noch die einzige öffentlich-rechtliche Körperschaft Auendorfs.
Am 1. September 1973 wurde Auendorf mit seinem Ortsteil Hardtmühle in die Gemeinde Bad Ditzenbach eingegliedert.

## Heute
Auendorf ist noch immer landwirtschaftlich strukturiert und bekannt durch seine Fleckviehzucht. Eine lokale Spezialität ist das Hägenmark, eine aus Hagebutten gewonnene Marmelade, die hier in traditioneller Weise im Rohverfahren hergestellt wird.
Jährlich findet das Auendorfer Sommerfest statt.
Sehenswert ist die evangelische Pfarrkirche St. Stephanus.
Das Auendorfer Wappen zeigt in Gold einen grünen Hagebuttenzweig mit zwei roten Früchten. Die Ortsfarben sind rot und gold.

## Wirtschaft und Infrastruktur

### Infrastruktur
Auendorf ist über Landstraßen mit den Orten Gammelshausen, Gruibingen und Bad Ditzenbach verbunden. Eine Buslinie verkehrt u. a. in die Städte Göppingen und Wiesensteig. Durch seine Lage in einem Taleinschnitt entstehen für Auendorf Probleme bei der Verfügbarkeit von modernen Technologien. Da früher der terrestrische Fernsehempfang schwierig war und es bis heute keinen Anschluss an das überortliche Breitbandnetz gibt, wurde 1971 von den Auendorfer Bürgern eine Ortsantennengemeinschaft gegründet, die per Kabel die Haushalte im Ort mit Fernsehen versorgt. In Auendorf gibt es z. T. keinen Mobilfunkempfang.

### Unternehmen
Auendorf ist immer noch ein landwirtschaftlich geprägter Ort. Daneben gibt es einige kleinere und mittlere Betriebe, v. a. aus dem Handwerksbereich. Größter Arbeitgeber ist ein Vertrieb von Schulartikeln mit über 30 Mitarbeitern.  